# Koakuma Cafe
Koakuma Cafe (小悪魔カフェ?) è un manga shōjo giapponese creato dalla mangaka Aya Oda e pubblicato dalla Shogakukan nella collana Sho-comi, raccolto poi in quattro tankōbon. In Italia è stato acquistato e pubblicato dalla casa editrice italiana Star Comics.

## Trama
Il manga incomincia con Sakura Aruyoshi, una ragazza semplice, che rischia la vita per salvare un gatto nero. Viene salvata da Chika, un ragazzo di bello aspetto, del quale la ragazza si innamora a prima vista, nonostante la sua personalità non rispecchi il suo aspetto esteriore.

## Personaggi
Sakura Ariyoshi (有吉 桜?, Ariyoshi Sakura)
Una ragazza semplice, umile e determinata a raggiungere i suoi obiettivi: infatti non si tira indietro nel voler conquistare il ragazzo che ama (Chika), attirandosi però le antipatie e le gelosie delle clienti del locale dove lavora di solito.
Chika Tennounji (天王寺 千架?, Tennōji Chika)
Chika è il ragazzo di cui Sakura si innamora a prima vista. Nonostante il bell'aspetto esteriore, ha una personalità piuttosto scontrosa. Col passare del tempo però i suoi sentimenti verso Sakura diventano sempre più concreti e seri.
Naoki Fukaya (深谷 尚生?, Fukaya Naoki)
Frequenta la stessa scuola di Sakura, e cerca in tutti i modi di avvicinarsi sempre di più alla ragazza, allontanando di conseguenza Chika.

## Volumi
| Nº | Data di prima pubblicazione | Data di prima pubblicazione | Data di prima pubblicazione |
| Nº | Giapponese                  | Giapponese                  | Italiano                    |
| -- | --------------------------- | --------------------------- | --------------------------- |
| 1  | 26 gennaio 2006             | ISBN 4-09-138558-3          | 10 luglio 2008              |
| 2  | 26 aprile 2006              | ISBN 4-09-130412-5          | 11 agosto 2008              |
| 3  | 25 agosto 2006              | ISBN 4-09-130553-9          | 10 settembre 2008           |
| 4  | 26 settembre 2006           | ISBN 4-09-130578-4          | 9 ottobre 2008              |